# John Lewis (homme politique)
Pour les articles homonymes, voir John Lewis et Lewis.
John Robert Lewis, né le 21 février 1940 à Troy (Alabama) et mort le 17 juillet 2020 à Atlanta (Géorgie), est un pasteur chrétien baptiste, un militant et homme politique américain. Figure du Mouvement américain des droits civiques, il fut de 1986 à sa mort le délégué du cinquième district congressionnel de Géorgie à la Chambre des représentants des États-Unis sous la bannière du Parti démocrate.

## Biographie

### Jeunesse et formation
John Lewis est l'un des dix enfants d'Eddie et Willie Mae Carter Lewis, une famille de métayers qui gèrent une ferme dans les environs de Troy. S'il a une enfance heureuse, en revanche il ne supporte pas la ségrégation. Pendant son adolescence, il écoute les sermons du révérend Martin Luther King diffusés à la radio. Pour lui, Martin Luther King est le Moïse des Afro-Américains. Il est le seul de la fratrie à mener au bout ses études secondaires en 1957,. Il a étudié la théologie à l'American Baptist Theological Seminary de Nashville (Tennessee) et a obtenu un diplôme, puis a été ordonné pasteur baptiste. Il a ensuite étudié en religion et philosophie à la Fisk University et a obtenu un Bachelor of Arts.
En 1958, il participe à des réunions animées par le révérend James Lawson de la Nashville Christian Leadership Conference inspirées par les actions de Martin Luther King. Cette année marque son entrée dans une longue carrière de militant pour les droits civiques,,,.

### Militantisme

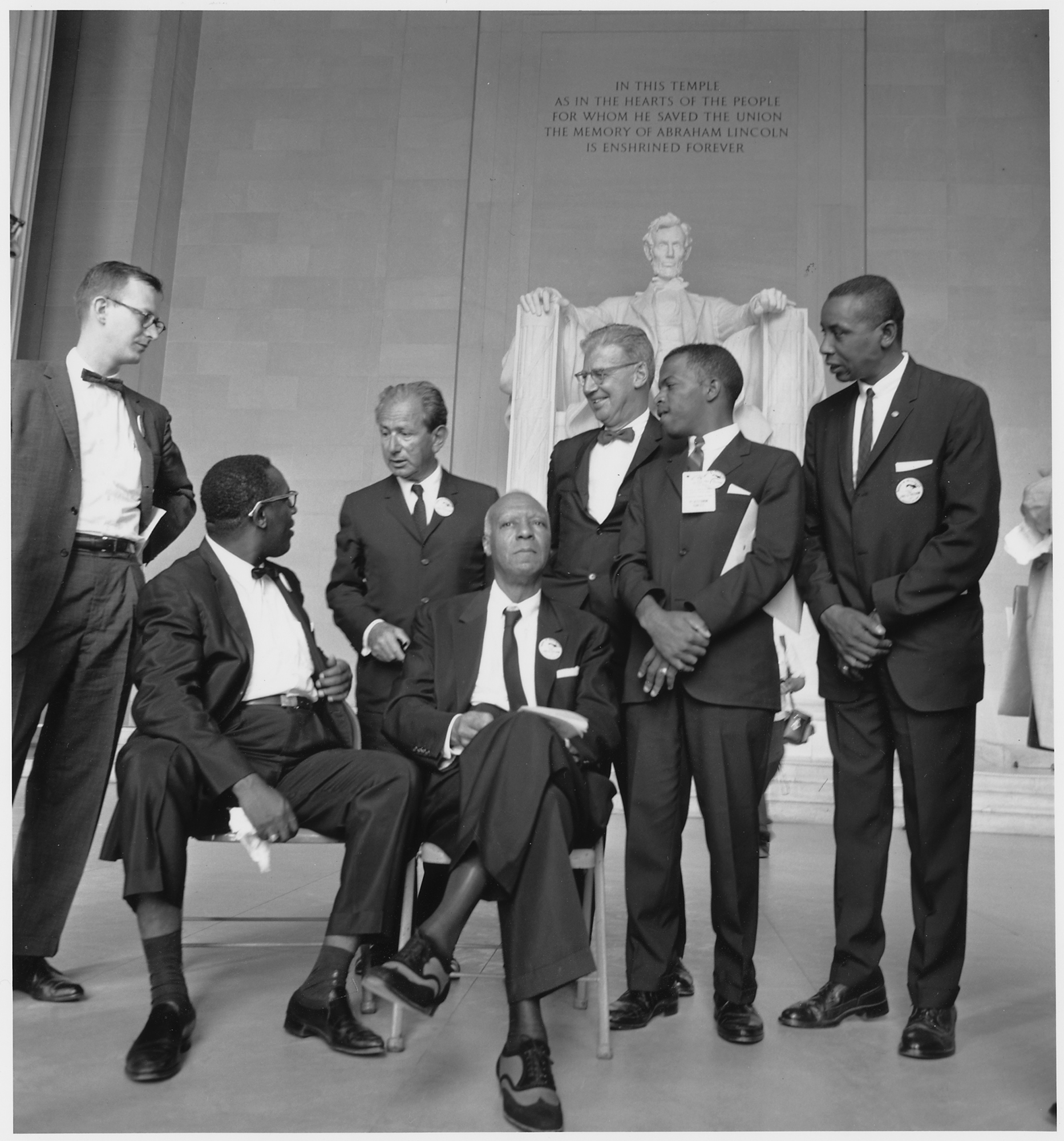
Leaders de la Marche sur Washington, 1963. Lewis est deuxième à partir de la droite.

John Lewis s'engage dans le Mouvement américain des droits civiques. Ainsi en 1961, il devient membre du Student Nonviolent Coordinating Committee (SNCC),,, c'est à ce titre que la même année il participe aux Freedom rides organisées par James Farmer du Congress of Racial Equality (CORE), qui demandaient l'application de la décision de l'arrêt de la Cour suprême concernant le cas Boynton v. Virginia qui rendait illégale la ségrégation dans les transports publics,.
Avec Martin Luther King et James Lawson, il est l'un des théoriciens de l'action non violente.
En 1963, il est devenu l'un des dirigeants du SNCC et fait partie des Big Six (activists) (en) avec Martin Luther King Jr., James Farmer, A. Philip Randolph, Roy Wilkins et Whitney Young qui organisent la Marche sur Washington du 28 août 1963 où Martin Luther King a tenu son discours historique I have a dream,.

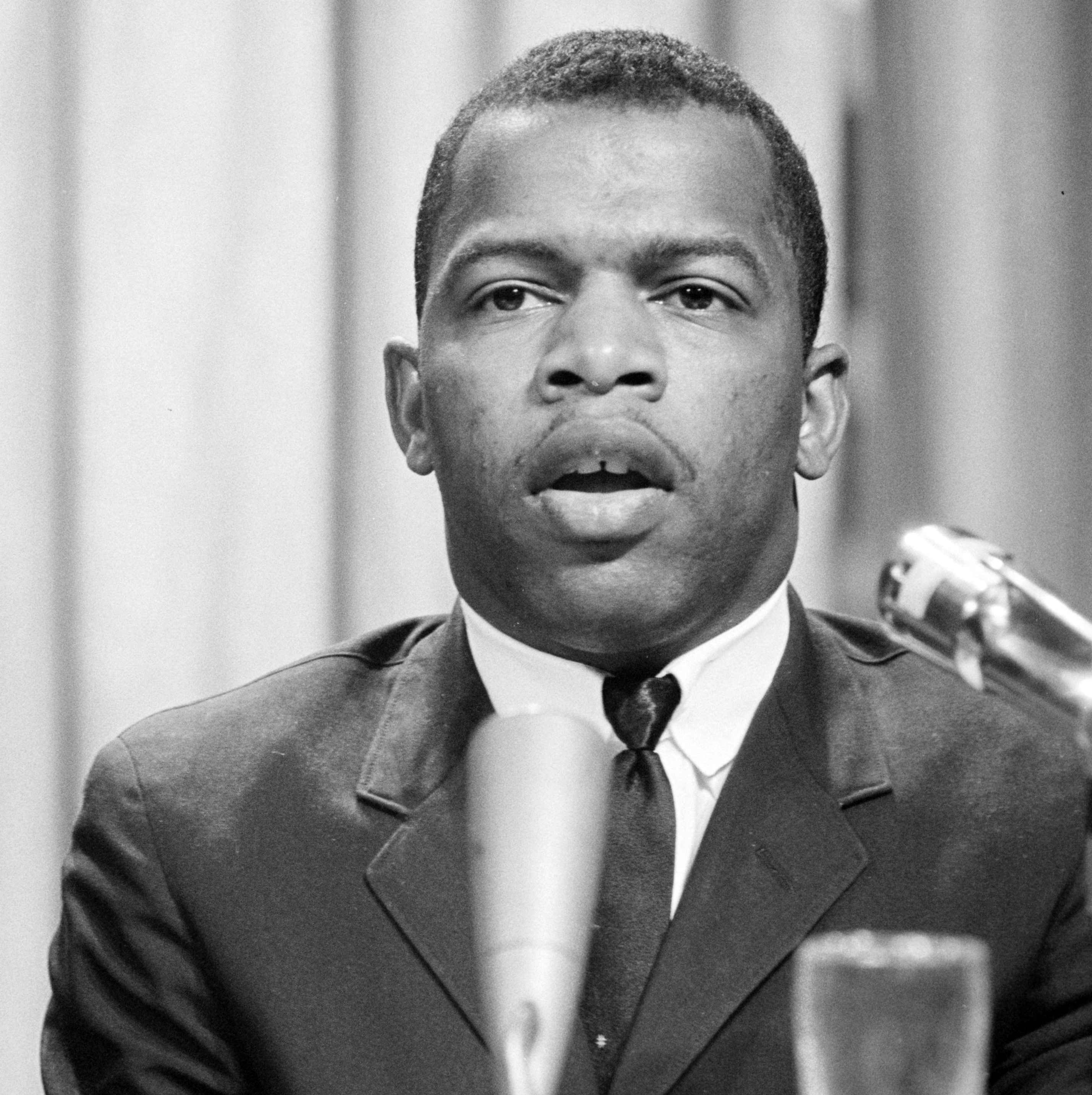
John Lewis en 1964.

En 1965, il participe aux marches de Selma à Montgomery pour demander l'application du Civil Rights Act de 1964, entravée par des règlements des États sudistes empêchant les inscriptions des Afro-Américains sur les listes électorales. Il mène la première marche du 7 mars 1965 avec Hosea Williams : arrivé au Edmund Pettus Bridge la police charge pour disperser les manifestants, John Lewis est matraqué et entre à l’hôpital victime d'un traumatisme crânien, ; il supplie le président Lyndon B.Johnson d’intervenir en Alabama,. La sauvagerie de la répression policière fait le tour du monde, ce dimanche prend le triste nom de Bloody Sunday (« dimanche sanglant »). Cette marche avec la répression qui a suivi sera un des événements qui conduiront le 4 août 1965 à la promulgation du Voting Rights Act de 1965 interdisant les discriminations raciales dans l'exercice du droit de vote,.
En 1971, il quitte le SNCC pour devenir le troisième président du Voter Education Project (en) (VEP), une organisation créée à l'initiative du Southern Regional Council et soutenue par le procureur général Robert F. Kennedy, pour gérer des programmes d'éducation des électeurs afro-américains et des campagnes d'inscription sur les listes électorales. Il prend la suite de Leslie Dunbar (1962-1965) et de Vernon Jordan (1965-1970) ; il quittera la direction en 1977 pour embrasser la vie politique, il est remplacé par Vivian Malone Jones,,.

### Carrière politique
En 1977, il se présente aux élections du siège du 5e district congressionel de Géorgie laissé vacant par le départ d'Andrew Young, qui vient d'être nommé par le président Jimmy Carter ambassadeur des États-Unis auprès des Nations Unies, mais il perd les primaires face à Wyche Fowler. Il est ensuite engagé par le président Jimmy Carter pour prendre la direction de l'agence fédérale ACTION (U.S. government agency) (en),.
En 1981, il est élu membre du conseil municipal d'Atlanta.
En 1987, il se représente aux élections de la Chambre des représentants des États-Unis en tant que représentant du 5e district congressionel de Géorgie, il est élu, son mandat sera régulièrement renouvelé jusqu'en 2018. Il a été le dernier membre du Congrès américain à avoir connu King. « Il a changé ma vie » affirme-t-il. Lors d'une interview, John Lewis dira : « Quand Martin Luther King a été assassiné, j'ai senti que quelque chose venait de mourir en chacun d'entre nous. ».
En 1994, lors d'une visite de soutien à Nelson Mandela, avec d'autres personnalités comme Coretta King, John Lewis dit comprendre son combat car la situation des États du Sud des États-Unis du début des années 1960 était semblable à celle à l’Afrique du Sud de l’apartheid : Blancs et Noirs vont dans des écoles différentes, ils sont séparés dans les transports en commun. Les Noirs sont empêchés de s’inscrire sur les listes électorales,. Ce même Nelson Mandela qui a été l'une des inspirations de John Lewis dès les années 1960.
Après avoir soutenu la candidature d'Hilary Clinton pour l'élection présidentielle de 2008, il soutient la candidature de Barack Obama,.
En 2016, lors d'une conférence donnée à Los Angeles, John Lewis met en garde les jeunes militants étudiants vis-à-vis du candidat des républicains, Donald Trump, dont la rhétorique clivante et démagogique de ses discours lui rappelle certains des propos de George Wallace, gouverneur de l'Alabama pendant sa période de soutien de la ségrégation.
Toujours en 2016, à la suite de la fusillade du 12 juin 2016 à Orlando, il participe à un sit-in pour protester contre l'inaction du gouvernement fédéral quant au contrôle de la vente des armes.
En 2017, il décline l'invitation du président Donald Trump à participer à l'inauguration du Mississippi Civil Rights Museum.

### Vie personnelle
En 1968, il épouse Lilian Miles Lewis, qui décède en 2013 à l'âge de 73 ans,. En 1976, ils adoptent un enfant âgé de deux mois, qu'ils nomment John-Miles Lewis.Il a un petit fils Julian qui vit à Paris avec lequel il a très peu de contact.
En décembre 2019, John Lewis annonce qu'il est atteint d'un cancer du pancréas en stade 4,.
Le 17 juillet 2020, John Lewis décède à l'âge de 80 ans à Atlanta,, des suites de son cancer,,,.
Avant ses funérailles, le corps de John Lewis a traversé pour une dernière fois le pont Edmund Pettus le dimanche 19 juillet, puis sa dépouille a été  exposée au Capitole de l'Alabama à Montgomery, puis au Capitole de Washington les 20 et 21 juillet. Enfin, il est conduit à Atlanta où est célébrée la cérémonie funéraire dans l'église baptiste Ebenezer ; John Lewis est ensuite enterré au South View Cemetery d'Atlanta, où il repose aux côtés de son épouse,,,,.

## Hommages
Après son décès, plusieurs personnalités politiques vont rendre hommage à John Lewis parmi lesquelles : les anciens présidents des États-Unis (Barack Obama, George Bush, Bill Clinton, Jimmy Carter), Mike Pence, Joe Biden, Jesse Jackson, Cornell William Brooks (en), Franklin Graham, Keisha Lance Bottoms, Stacey Abrams, David Perdue, Kamala Harris, Brian Kemp, Kay Ivey, Andrew Cuomo, Phil Murphy, John Kerry, Sally Yates, Samantha Power,. Le président Donald Trump, en déplacement en Caroline du Nord, a déclaré qu'il n'irait pas rendre hommage à John Lewis au Capitole.
Joe Biden a déclaré : « La vie de John nous rappelle que le symbole le plus puissant de ce que signifie être un Américain est ce que nous faisons avec le temps dont nous disposons pour concrétiser la promesse de notre nation - que nous sommes tous créés égaux et méritons d'être traités avec équité. ».
L'ancien président Barack Obama lui a également rendu hommage : « Il aimait tellement ce pays qu'il a risqué sa vie et son sang pour qu'il puisse tenir ses promesses...[Et au fil des décennies, il a non seulement donné tout de lui-même à la cause de la liberté et de la justice, mais a inspiré les générations qui ont suivi pour essayer de vivre à la hauteur de son exemple. ».
Le vice-président Mike Pence a dit à son sujet : « C'est un grand homme dont le courage et des décennies de dévouement à la vie publique ont changé l'Amérique pour toujours. ».
Nancy Pelosi, la présidente de la Chambre des représentants, a déclaré : « John Lewis était un titan du mouvement des droits civiques dont la bonté, la foi et le courage ont transformé notre nation. De la détermination avec laquelle il a dénoncé la discrimination des comptoirs de bar aux Freedom Rides, à la détermination dont il fait preuve dès jeune homme face à la violence et mort sur le pont Edmund Pettus, au leadership moral qu'il a apporté au Congrès pendant plus de 30 ans ».
Le 14e dalaï-lama, qui l'a rencontré en 2009, a exprimé ses condoléances ainsi : « Il n'était pas seulement un leader du mouvement américain des droits civiques ; son engagement de principe en faveur de la non-violence et de la justice en a fait une inspiration et un phare moral pour le monde en général. ».
Depuis la mort de John Lewis une pétition est lancée par le conseiller du Parti démocrate Michael Starr Hopkins,, le John Lewis Bridge Project, pour renommer le pont Edmund Pettus en pont John Lewis. L'argument en dehors de la valeur historique du pont en rapport avec les marches de Selma, c'est le nom d'Edmund Pettus, qui fut non seulement un général de l'armée des États confédérés mais aussi un des dirigeants (probablement un Grand dragon) du Ku Klux Klan, une organisation suprématiste qui s'est illustrée par ses actes de terrorisme envers la population afro-américaine et les Blancs anti-esclavagistes. La pétition est soutenue par diverses personnalités comme Ava DuVernay, Kerry Washington, Paul McCartney, Dan Rather et Caroline Randall Williams, l'arrière petite fille d'Edmund Pettus,,,.

## Œuvres

### Écrits
- (en) co-écrit avec Michael D'Orso, Walking with the Wind: A Memoir of the Movement, 1999 (1re éd. 1998), 564 p. (ISBN 9780156007085, lire en ligne),
- (en) Across That Bridge: A Vision for Change and the Future of America, Hyperion, 2012, 220 p. (ISBN 9781401324117, lire en ligne),
- (en) co-écrit avec Andrew Aydin (ill. Nate Powell), March: Book One, Top Shelf Productions, 2013, 136 p. (ISBN 9781603093002, lire en ligne),
- (en) co-écrit avec Andrew Aydin (ill. Nate Powell), March: Book Two, Top Shelf Productions, 2015, 196 p. (ISBN 9781603094009, lire en ligne)[72],
- (en) co-écrit avec Andrew Aydin (ill. Nate Powell), March: Book Three, Top Shelf Productions, 2016, 246 p. (ISBN 9781603094023),

### Photographique
- Civil Rights and the Promise of Equality  (préf. Lonnie G. Bunch III, photogr. John Lewis), GILES, 7 juillet 2015, 80 p. (ISBN 9781907804472),

## Prix et récompenses (sélection)

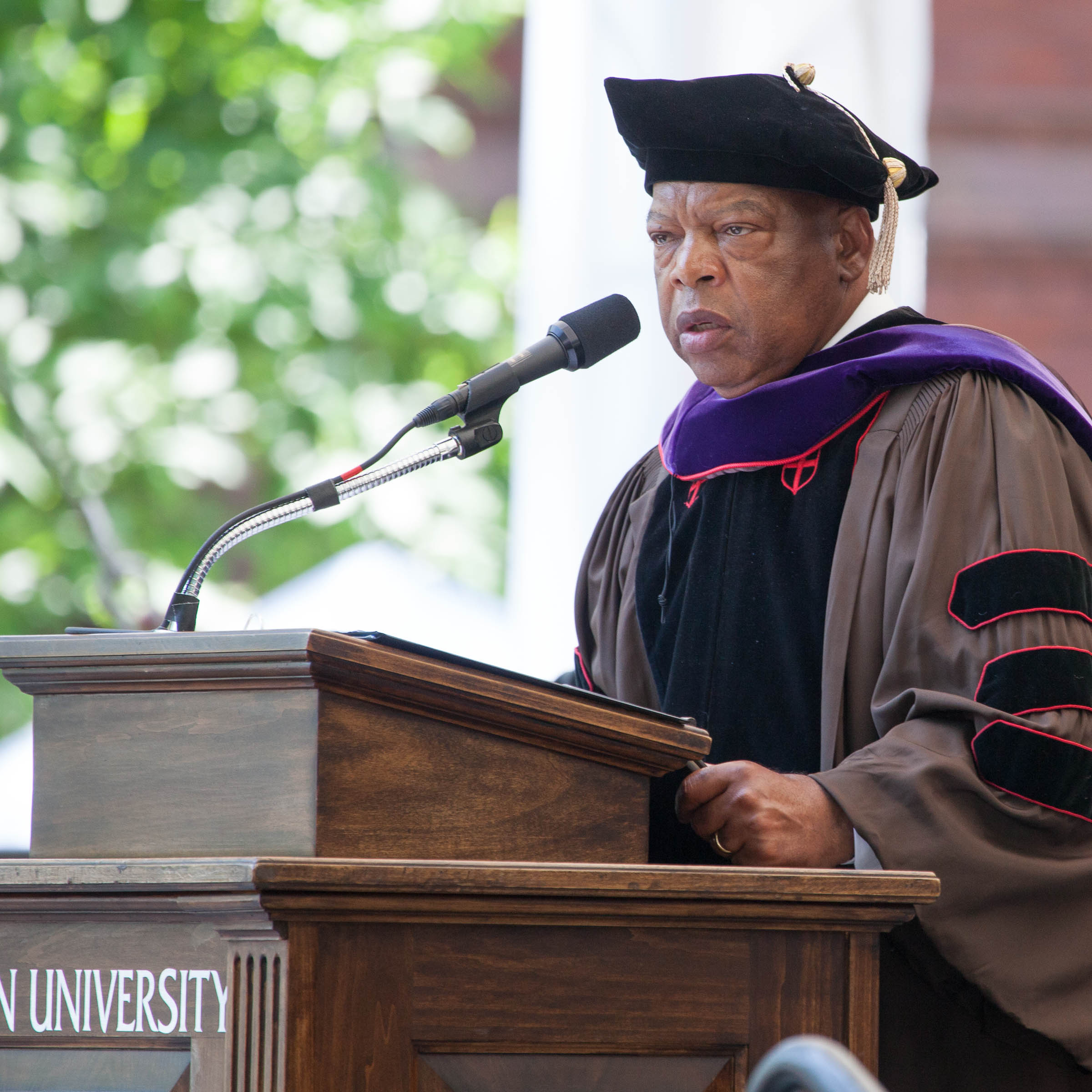
Lewis reçoit un doctorat honoris causa de l'université Brown en 2012.

- 1999 : récipiendaire de la Wallenberg Medal (en), décernée par l'université du Michigan[73],
- 2001 : lauréat du Profile in Courage Award décerné par le John F. Kennedy Presidential Library and Museum[74],[9],
- 2002 : récipiendaire de la Médaille Spingarn décernée par la National Association for the Advancement of Colored People (NAACP)[75],
- 2004 : lauréat du Golden Plate Award décerné par l'American Academy of Achievement[76],
- 2011 : récipiendaire de la Médaille de la liberté qui lui est décernée par Barack Obama[77],[78],
- 2016 : lauréat du Prix Eisner du meilleur travail inspiré de la réalité pour Wake Up America t. 3 (avec Nate Powell et Andrew Aydin)[79],[80].
- 2016 : lauréat du National Book Award (catégorie Young People's Literature) avec Nate Powell et Andrew Aydin, March : Book Three[81],[82],[83].
- 2017 : lauréat du Prix Inkpot[84],[85].

## Doctoratshonoris causa
Lewis a reçu plus de 50 doctorats honoris causa de différentes universités.

## Historique électoral

### Chambre des représentants des États-Unis
| Année | John Lewis | Républicain | Indépendant |
| ----- | ---------- | ----------- | ----------- |
| Année |            |             |             |
| 1986  | 75,31 %    | 24,69 %     | —           |
| 1988  | 78,20 %    | 21,80 %     | —           |
| 1990  | 75,59 %    | 24,41 %     | —           |
| 1992  | 72,13 %    | 27,87 %     | —           |
| 1994  | 69,13 %    | 30,87 %     | —           |
| 1996  | 100,00 %   | —           | —           |
| 1998  | 78,51 %    | 21,49 %     | —           |
| 2000  | 77,18 %    | 22,82 %     | —           |
| 2002  | 100,00 %   | —           | —           |
| 2004  | 100,00 %   | —           | —           |
| 2006  | 99,95 %    | —           | 0,05 %      |
| 2008  | 99,95 %    | —           | 0,05 %      |
| 2010  | 73,72 %    | 26,28 %     | —           |
| 2012  | 84,39 %    | 15,61 %     | —           |
| 2014  | 100,00 %   | —           | —           |
| 2016  | 84,44 %    | 15,56 %     | —           |
| 2018  | 100,00 %   | —           | —           |

### Essai
- (en) James Haskins, John Lewis in the Lead: A Story of the Civil Rights Movement, Lee & Low Books, 1er octobre 2006, 40 p. (ISBN 9781584302506, lire en ligne),

### Articles
- (en) Francesca Polletta, « Legacies and Liabilities of an Insurgent past: Remembering Martin Luther King, Jr., on the House and Senate Floor », Social Science History, vol. 22, no 4,‎ hiver 1998, p. 479-512 (34 pages) (lire en ligne),
- (en) Francis Shor, « Utopian Aspirations in the Black Freedom Movement: SNCC and the Struggle for Civil Rights, 1960-1965 », Utopian Studies, vol. 15, no 2,‎ hiver 2004, p. 173-189 (17 pages) (lire en ligne),
- (en) Erin Blakemore, « Remembering the Civil Rights Movement…With Comics », Daily Jstor,‎ 18 août 2016 (lire en ligne),